# Куртуазний матріархат

Куртуа́зний матріарха́т — українське поетичне угрупування, що виникло на базі Інституту послушниць російського Ордену Куртуазних Маньєристів. Коли цей легендарний Орден був розпущений, інститут послушниць, який очолювала київська поетеса Євгенія Чуприна (Пані Абатиса), тим самим отримав автономію.
5 квітня 2012 у кабінеті 17 київського офісу НСПУ, на святкуванні дня народження поетеси Анни Малігон, де були присутні вона сама, Каріна Тумаєва, Мар'яна Луна та Євгенія Чуприна, був оголошений Куртуазний Матріархат.
Постановили:
1. Шанувати Великого Магістра ОКМ Вадима Степанцова як засновника літературного напрямку «куртуазний маньєризм».
2. Шанувати Великого Пріора ОКМ Андрія Добриніна [Архівовано 9 травня 2012 у Wayback Machine.] як голову нині існуючого Товариства Куртуазних Маньєристів.
3. Збиратися кожні два тижні, щоби обрати собі верховне керівництво — куртуазного гетьмана всієї Великої України та історично прилягаючих до неї Польщі та Московії. Обирати сексуально привабливих чоловіків, що можуть гідно оспівувати красу і чесноти куртуазних поетес. Максимальний термін куртуазного гетьманства — дві каденції.
4. Не мати ніякого маніфесту, не визнавати ніяких правил та обмежень і робити все, що заманеться, бо саме така поведінка притаманна вродливим жінкам, які надихають чоловіків на творчість та героїчні вчинки.

Таким чином ядро Куртуазного маньєризму склали: Євгенія Чуприна (Пані Абатиса), Мар'яна Луна (Володарка церемоній), Анна Малігон, Каріна Тумаєва та Олеся Мудрак, зірка української еротичної поезії, що приєдналася до руху пізніше. Крім того, у акціях Куртуазного Матріархату брали участь поетеси Марія Луценко, Оксамитка Блажевська, Мідна, Гелен Томассон, Олена Степаненко, Таня-Марія Литвинюк, Жужу Косякова, Віолета, Ганна…
Куртуазними гетьманами були: барон Алекс фон Крольман (Алекс Заклецький), Дмитро Лазуткін (обирався вже двічі), Олександр Руденко, Геннадій Гаянський, Володимир Вакуленко-К.
Крім того, на куртуазних акціях виступали Олег Коцарєв, Стас Михновський, Вано Крюгер, Артем Полежака, а також зачитувався вірш Андрія Добриніна, присвячений красі київських жінок. За цей вірш йому, за пропозицією барона Алекса фон Крольмана, одноголосним рішенням було надане поетичне громадянство України.
16 вересня 2012 року у Львові був проведений урочистий ритуал проголошення куртуазного прокуратора Європи — князя Володимира Сергієнка. Куртуазний прокуратор ніколи не переобирається.
29 листопада 2012 року в київському пабі "Барабан" був проведений урочистий ритуал проголошення куртуазного канцлера, яким став барон Алекс фон Крольман, отримавши таким чином постійну посаду у Куртуазному Матріархаті. На цій самій акції у ролі анімуса Пані Абатиси і її співведучого уперше виступив актор розмовного жанру Антон Захарчук, також відомий як MS Тоха.

## Відео
- Куртуазні поетеси
- Куртуазний вертеп